# شهرستان خرم‌آباد
شهرستان خرم‌آباد شهرستان مرکزی استان لرستان در غرب ایران، و به مرکزیت شهر خرم‌آباد (مرکز کل استان) می‌باشد. این شهرستان قبل از سال ۱۳۸۸ دارای شش بخش بود که با تشکیل شهرستان چگنی دو بخش از شهرستان خرم‌آباد به این شهرستان تازه تأسیس الحاق شد. در حال حاضر این شهرستان دارای چهار بخش است.
ساکنان خرم‌آباد از قوم لر هستند و به زبان لری خرم‌آبادی سخن می‌گویند. خرم‌آباد در لهجه لری خُورمُووَه (Xormuve) تلفظ می‌شود.

## جغرافیا

### اقلیم
شهرستان خرم‌آباد در مرکز استان لرستان واقع شده است. این شهرستان از شمال با شهرستان‌های بروجرد و سلسله، از شرق با شهرستان‌های دورود و الیگودرز، از غرب با شهرستان چگنی و از جنوب با شهرستان پلدختر و استان خوزستان ارتباط دارد. مساحت شهرستان برابر ۴۹۸۶ کیلومتر مربع است؛ با این حساب، خرم‌آباد دومین شهرستان وسیع استان پس از الیگودرز است.
شهر خرم‌آباد به عنوان مرکز شهرستان، در منطقه‌ای نیمه‌جنگلی و کوهستانی به فاصلهٔ ۳۶۲ کیلومتری جنوب غربی تهران، سر راه تهران به اهواز و همچنین سر راه اصفهان به کرمانشاه، قرار دارد.

## جمعیت
بر اساس سرشماری مرکز آمار ایران، جمعیت شهرستان خرم‌آباد در سال ۱۳۹۵ برابر با ۵۰۶ هزار و ۴۷۱ نفر بوده است که ۲۸٫۷ درصد جمعیت استان لرستان را شامل می‌شود. به این ترتیب، شهرستان خرم‌آباد، پرجمعیت‌ترین شهرستان استان لرستان محسوب می‌شود. از این تعداد، براساس آمار سال ۱۳۹۵ تعداد ۳۸۰٬۲۸۵ نفر در چهار شهر خرم‌آباد، سپیددشت، بیران‌شهر و زاغه ساکن بوده‌اند و مابقی نیز در مناطق روستایی ساکن هستند. جمعیت غیر ساکن این شهرستان نیز ۲۷۸ و تعداد خانوارهای این شهرستان ۱۴۴٬۹۵۸ است.
این شهرستان، بیست و پنجمین شهرستان پرجمعیت کشور است. جمعیت شهرستان خرم‌آباد طبق سرشماری در سال ۱۳۹۰ برابر با ۴۸۷٬۱۶۷ نفر و سال۱۳۹۵ برابر با ۵۰۶٬۴۷۱ بوده است.

### رشد جمعیت
نرخ رشد جمعیت شهر در سال‌های ۱۳۳۵ تا ۱۳۴۵ خورشیدی ۴٫۴ درصد و به جمعیت شهر ۲۰۹۰۲ نفر افزوده شد طی سال‌های ۱۳۴۵ تا ۱۳۵۵، تعداد ۴۵۳۳۴ نفر به جمعیت شهر اضافه شد و در سال ۱۳۵۵ جمعیت شهر به ۱۰۴۹۱۲ نفر رسید. در این دوره جمعیت خرم‌آباد دارای رشد متوسطی برابر ۸٫۵ درصد بوده است. در سال ۱۳۶۵ جمعیت شهر بالغ بر ۲۱۳۹۶۰ نفر بود. رشد جمعیت در شهر خرم‌آباد به عوامل متعددی وابسته بوده که مهم‌ترین آن‌ها مهاجرت و رشد طبیعی است. آمارها نشان می‌دهد که جمعیتی در حدود ۲۲۸۱۰ میان سال‌های ۱۳۶۵ تا ۱۳۷۵ خورشیدی به این شهر مهاجرت و در آن ساکن شده‌اند که ۴۶٫۵ درصد آنان از سایر استان‌ها، ۲۸٫۶ درصد از شهرستان‌های دیگر استان لرستان و ۲۳٫۷ درصد از آبادی‌های شهرستان وارد شهر شده‌اند. این روند مهاجرت در سال‌های اخیر شتاب بیشتری گرفته است و این مهاجرت دلایل مختلفی دارد که از آن جمله می‌توان به وجود مراکز اقتصادی، سیاسی، نظامی در خرم‌آباد و وضعیت نامطلوب امکانات در سایر مناطق شهری و روستایی شهرستان اشاره کرد. یکی دیگر از عوامل رشد جمعیت قرارگیری روستاهای اطراف در محدودهٔ شهر است. خرم‌آباد در مسیر توسعه فیزیکی، روستاهای متعددی را در خود جذب کرده به گونه‌ای که اکنون بخشی از شهر محسوب می‌شوند. روستاهای پشته سپهوند و پشته حسین‌آباد از دهستان کرگاه شرقی در سال ۱۳۵۵ به خرم‌آباد پیوستند. این روند با پیوستن اسبستان، دره گرم و فلک‌الدین به محدودهٔ قانونی شهر ادامه یافت. روستای مذکور در هنگام الحاق حدود ۱۴۹۴۶ نفر به جمعیت شهر افزوده‌اند که هم‌اکنون با توجه به توسعه این محله‌ها جمعیت بیشتری را در خود جای داده‌اند.

## تقسیمات کشوری

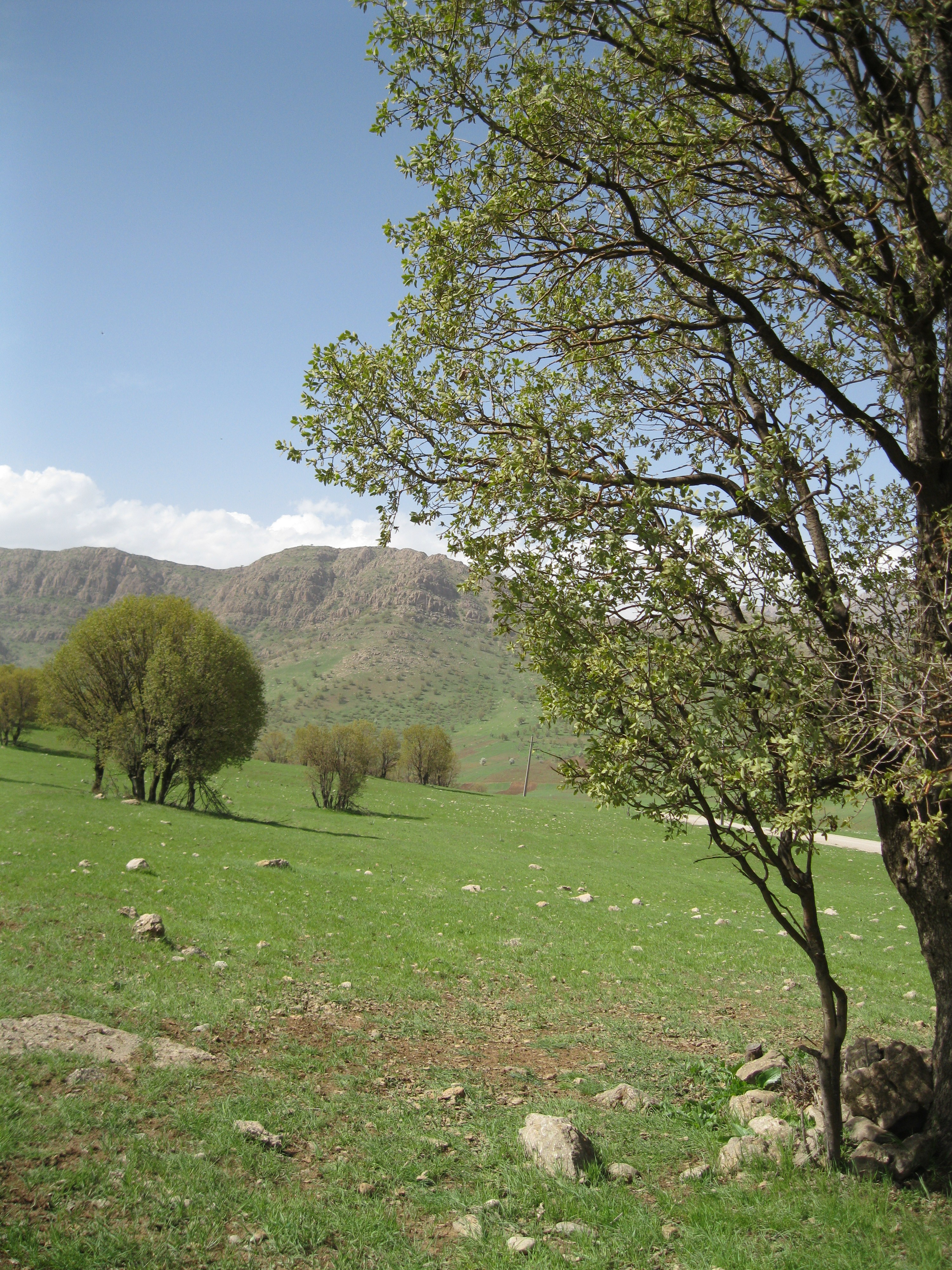
نوع پوشش طبیعی در شهرستان خرم‌آباد

## گردشگری

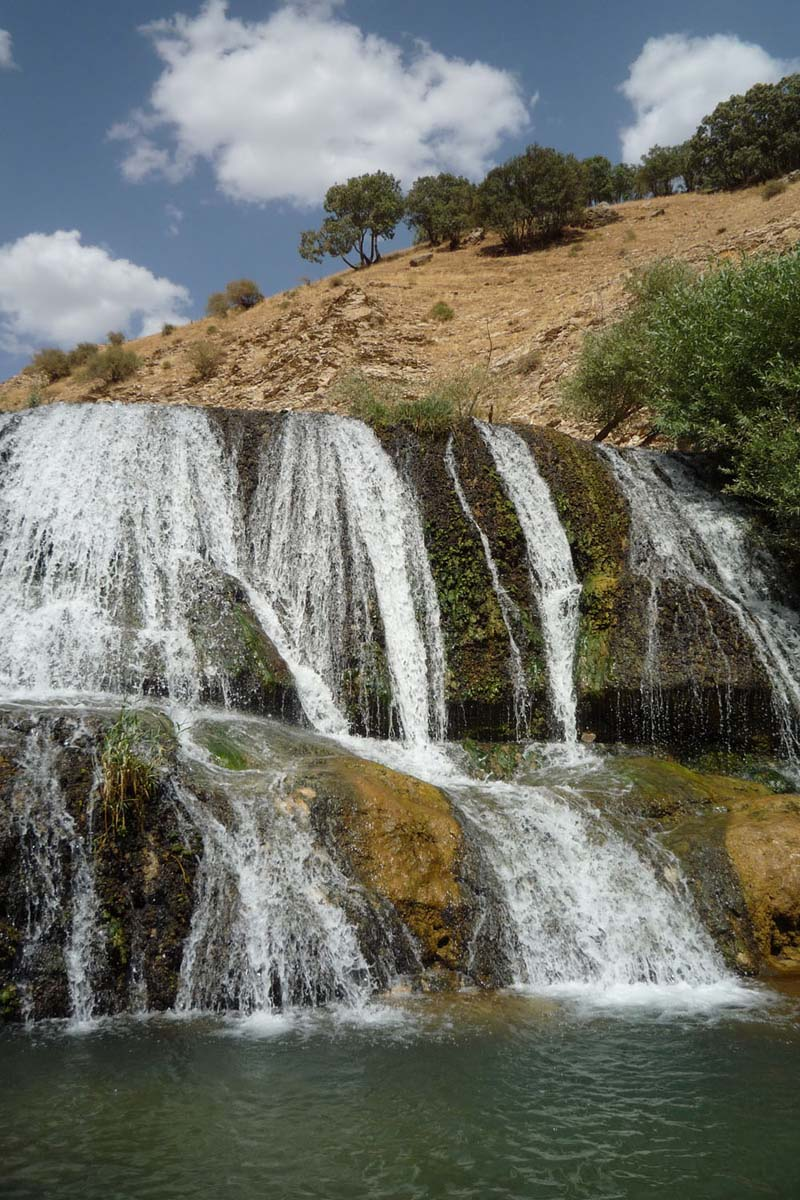
آبشار گریت

## موقعیت طبیعی

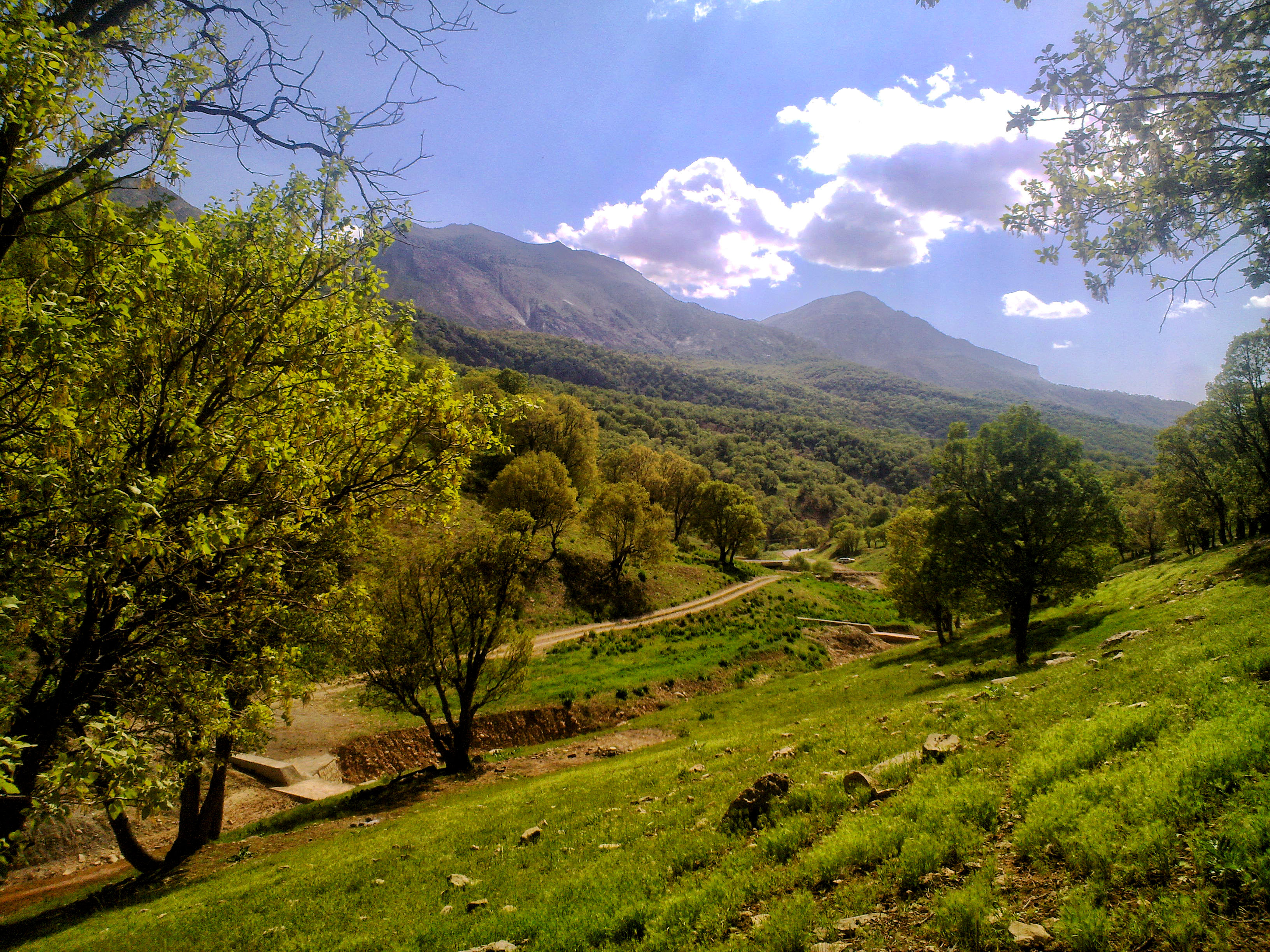
جنگل‌های بلوط، منطقه نوژیان، در فاصله ۳۰ کیلومتری جنوب شرق شهر خرم‌آباد